# Preston (Georgia)
Preston település az Amerikai Egyesült Államok Georgia államában, Webster megyében, melynek megyeszékhelye is. Lakosainak száma 453 fő (2000).

## Népesség
A település népességének változása:

| 1870 | 186 |
| 2000 | 453 |